# Tesla Roadster de Elon Musk
El Tesla Roadster de Elon Musk es un automóvil privado que fue adaptado como carga de prueba para el vuelo inaugural del cohete Falcon Heavy. El vehículo es un Tesla Roadster de primera generación producido en 2009 por Tesla, un fabricante de automóviles eléctricos estadounidense cofundado por el propio Musk.
El 1 de diciembre de 2017, Musk anunció vía Twitter que SpaceX, una empresa de la cual es el Director ejecutivo y fundador, lanzaría a principios de 2018 el automóvil en el vuelo inaugural de su nuevo lanzador de cargas pesadas, el Falcon Heavy. Tres semanas después, se publicaron imágenes del automóvil siendo montado en el adaptador de cargas del lanzador previo encapsulamiento por la cofia.
El coche se encuentra en una órbita elíptica alrededor del Sol que pasa por el cinturón de asteroides.  El primer segmento de la órbita es similar a una Órbita de transferencia de Hohmann a Marte.  Aun así, el coche no va a sobrevolar por Marte ni se introducirá en una órbita alrededor de él.
La licencia para el lanzamiento fue emitida por el regulador del Gobierno federal de los Estados Unidos, la Oficina de Transporte Espacial Comercial, el 2 de febrero de 2018.
Los analistas publicitarios señalaron la notable gestión de marca y el uso de los nuevos medios en la decisión de Elon Musk de lanzar su coche al espacio. Mientras que algunos se preocuparon por la contribución del coche a la basura espacial, otros lo vieron como una obra de arte. Musk explicó que quería inspirar al público sobre la posibilidad de que ocurriera algo nuevo en el espacio dentro su visión para expandir la humanidad a otros planetas.

## Historia

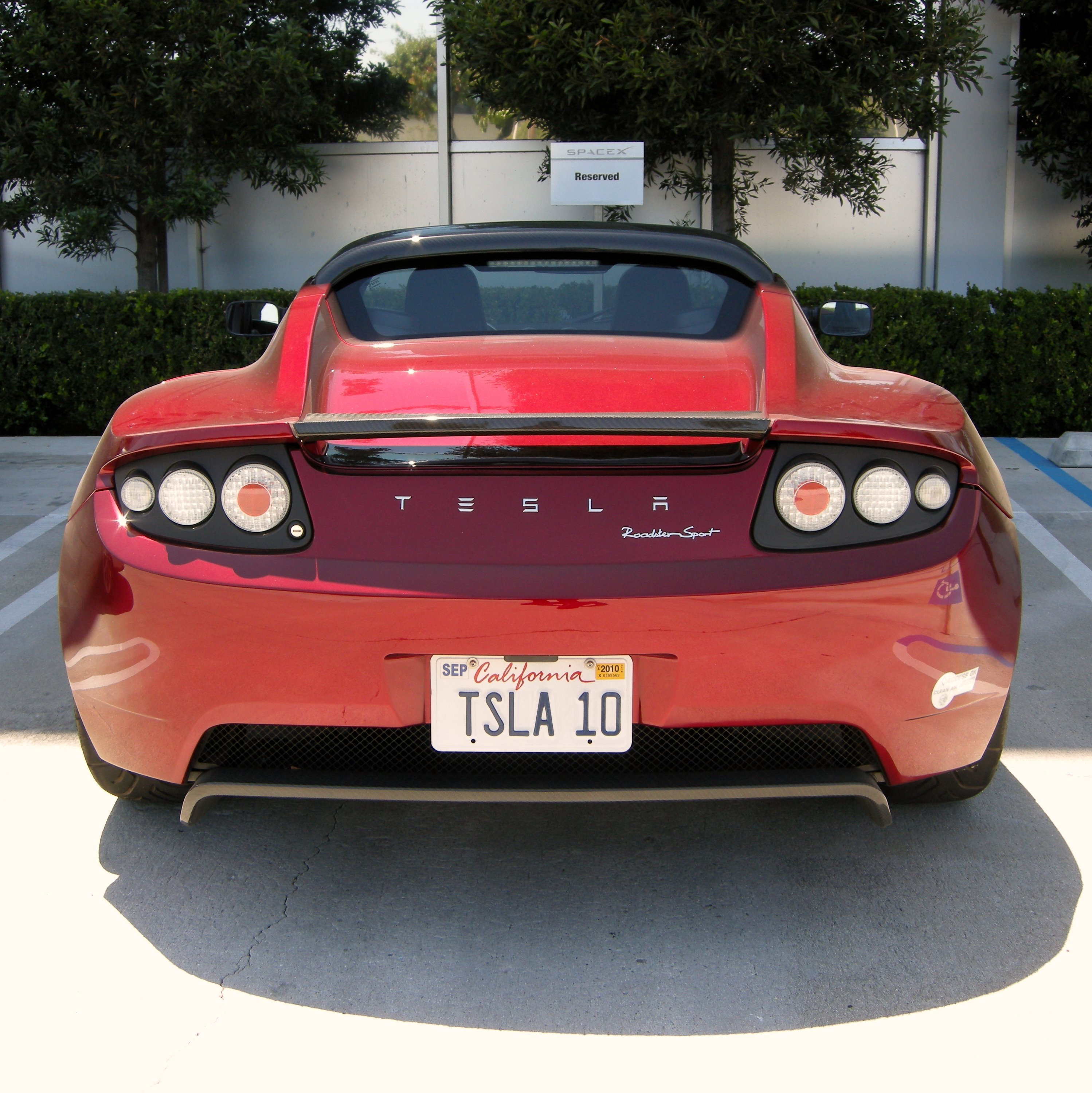
El Roadster de Elon Musk en las oficinas de SpaceX

El 8 de diciembre de 2010 en el vuelo inaugural del SpaceX Dragon se lanzó un queso Le Brouere como carga de prueba. Era un homenaje a un sketch de Monty Python en el que el actor John Cleese trata de comprar un queso en una quesería que no tiene queso. El queso iba dentro de un recipiente cilíndrico de metal cerrado con tornillos, en cuya tapa había una imagen de un póster de la película Top Secret! (1984) con una vaca con botas en las patas, tal como aparecía en un sketch de la película.
En marzo de 2017 Elon Musk dijo, que como el lanzamiento del nuevo cohete Falcon Heavy era arriesgado, llevaría «la cosa más tonta que podemos imaginar».
El 16 de junio de 2017 Evelyn Janeidy Arevalo, una de sus seguidoras en Twitter, sugirió que esa cosa podía ser un Tesla Model S rojo tal como se veía en su montaje fotográfico adjuntado en su tuit.

‘@elonmusk Please Let Twitter vote for #FalconHeavyCargo Let us imagine the silliest things possible! @arstechnica @TeslaMotors @spacex -RT&❤‘
‘Por favor deja que votemos en Twitter por la carga del Falcon Heavy. Déjanos imaginar las cosas más tontas posibles.’
Evelyn Janeidy Arevalo

A lo que Musk contestó «¡Las sugerencias son bienvenidas!» («Suggestions welcome!»).
El 1 de diciembre de 2017 Musk anunció que la carga sería su Tesla Roadster de color rojo cereza medianoche.

Los vuelos de prueba suelen llevar simuladores de masa como bloques de acero o de hormigón. Esto parecía increíblemente aburrido. Y por supuesto, todo lo aburrido es terrible, especialmente las empresas, por lo que decidimos enviar algo inusual, algo que nos haga sentir emociones. La carga será un Tesla Roadster, que reproducirá Space Oddity, durante un viaje de mil millones de años en una órbita elíptica marciana.
Elon Musk anunciando la carga del vuelo inaugural del Falcon Heavy.

 Inicialmente, se creía que el anuncio era un broma, pero muchos empleados de SpaceX y el propio Musk confirmaron que dicha carga era cierta.

El Roadster quedó sujeto permanentemente a la etapa superior del cohete Falcon Heavy.

El 22 de diciembre de 2017, Musk publicó fotos del vehículo antes del encapsulamiento. El automóvil fue instalado en una posición inclinada por encima del adaptador de cargas para tener en cuenta la distribución de masas.
Se añadieron estructuras tubulares para montar las cámaras frontales y laterales.
El 5 de febrero de 2018, Musk publicó en su cuenta de Instagram imágenes del automóvil, donde se aprecia un muñeco apodado Starman (en homenaje a la canción de David Bowie) que lleva puesto un traje espacial de SpaceX. El codo izquierdo de Starman está apoyado sobre la puerta y sobresale hacia afuera, tal como hacen algunos humanos cuando conducen con la ventanilla bajada.
Una versión Hot Wheels miniatura del Roadster con un muñeco similar a Starman está sujeta al salpicadero del vehículo.
Además del falso astronauta, el sistema de sonido a bordo el coche reprodujo en bucle la canción Space Oddity de David Bowie. En la guantera del coche hay una copia de la novela Guía del autoestopista galáctico, junto a una toalla y un cartel que dice Don't Panic (no se asuste), que son símbolos de la serie de seis libros de la Guía del autoestopista galáctico de Douglas Adams.

La Guía del autoestopista galáctico tiene varias cosas que decir respecto a las toallas. Dice que una toalla es el objeto de mayor utilidad que puede poseer un autoestopista interestelar.
Guía del autoestopista galáctico

Bajo el coche lleva una placa con los nombres de 6000 empleados de SpaceX.

Circuito impreso en los Tesla Roadster con la leyenda "Made on Earth by humans".

Este coche, como todos los Tesla Roadster, lleva escrito en el circuito impreso ASSY 09-000226 «Made on Earth by humans» («Hecho en la Tierra por humanos»). Todos son huevos de Pascua para «confundir a los extraterrestres».
Una copia de la serie de la Fundación de Isaac Asimov en un disco de almacenamiento de datos ópticos 5D fue incluida desde la Arch Mission Foundation.

## Lanzamiento
El coche fue lanzado el 6 de febrero de 2018 desde la plataforma 39A de la NASA en el Kennedy Space Center en Florida, donde se lanzaron las misiones Apolo y Lanzadera Espacial. Se realizó en el primer lanzamiento del Falcon Heavy en una órbita elíptica alrededor del Sol. El primer segmento de la órbita es similar a un Órbita de transferencia de Hohmann a Marte. Aun así, debido a que el lanzamiento se realizó fuera de la ventana de lanzamiento (abril–mayo 2018) para Marte, el Roadster no encontrará Marte en su afelio. Incluso si el lanzamiento hubiera ocurrido en tiempo correcto, ni el Roadster ni la etapa superior del Falcon Heavy están diseñados para operar en espacio interplanetario, careciendo de propulsión, capacidad para maniobrar y comunicaciones necesarios para entrar en órbita a Marte. Según Musk, el coche puede quedar a la deriva por el espacio durante 1000 millones de años.

## Trayectoria

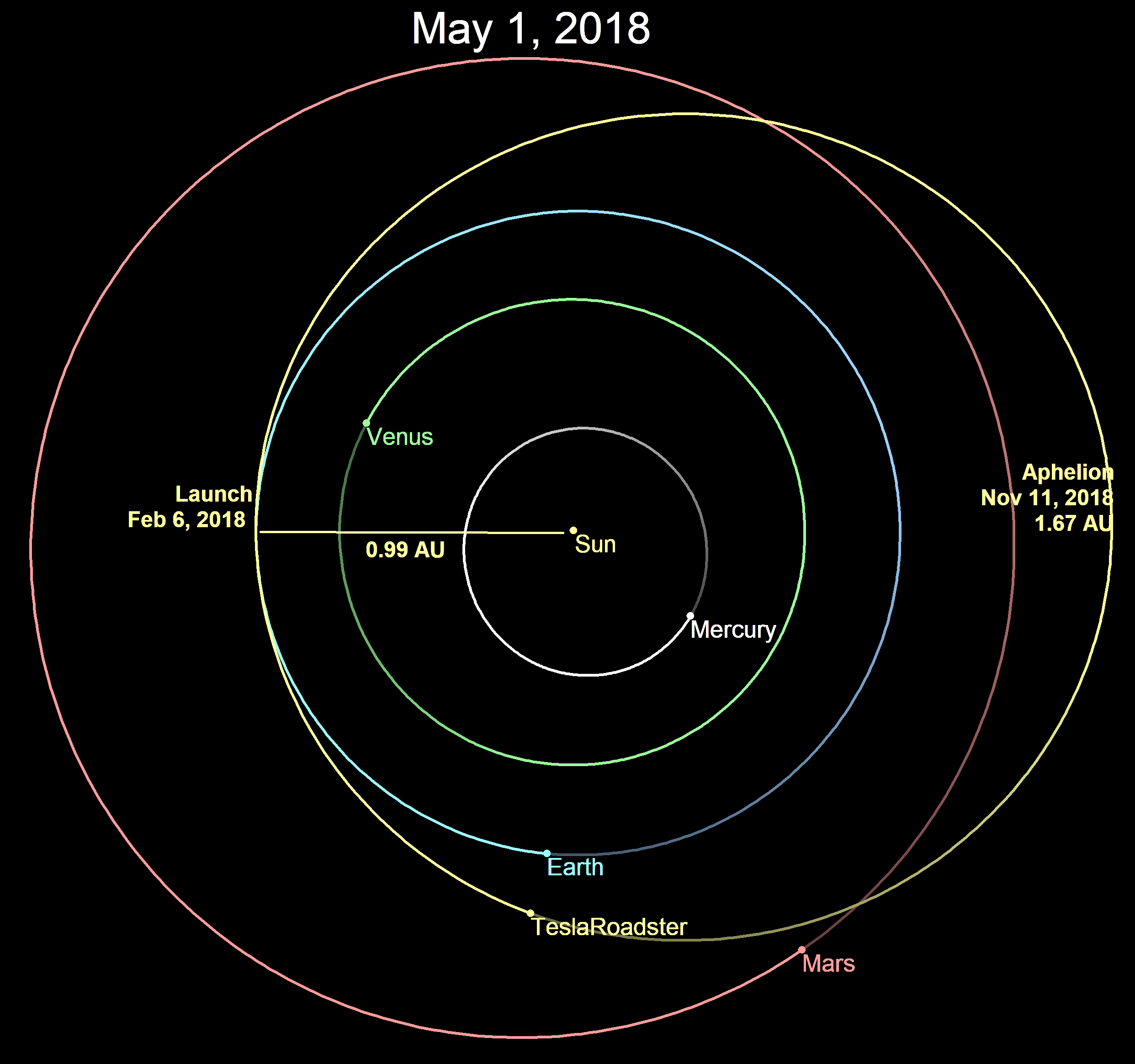
Órbita del coche

Animación de la trayectoria del Roadster.
SpaceX Roadster
Sol
Mercurio
Venus
Tierra
Marte

El coche inicialmente logró una órbita de aparcamiento de la Tierra, todavía unido a la segunda etapa del Falcon Heavy. Después de una fase costera de seis horas más larga de lo normal a través de los cinturones de Van Allen (un requerimiento de la Fuerza Aérea de los Estados Unidos para insertar satélites de inteligencia pesados en una órbita geoestacionaria), la segunda etapa fue encendida de nuevo para lograr velocidad de escape. Llevó tres cámaras, que transmitieron en vivo imágenes del coche.
El lanzamiento fue retransmitido por streaming con varios puntos de vista procedentes de las cámaras colocadas junto al coche. Musk había calculado que la batería del coche duraría unas 12 horas, pero la retransmisión de video funcionó unas cuatro horas, terminando antes del último empuje fuera de la órbita de la Tierra. Las imágenes se distribuyeron con licencia de dominio público en la cuenta de SpaceX en Flickr.
Tras el lanzamiento, la etapa del cohete que contiene el coche recibió en el Catálogo de Satélites el número 43205, con el nombre "TESLA ROADSTER/FALCON 9H", con la designación COSPAR 2018-017A. El sistema JPL Horizons publica sus trayectorias como cuerpo "-143205".
El Roadster está en una órbita heliocéntrica que cruza la órbita de Marte y alcanza una distancia de 1,66 ua al Sol. Con una inclinación de aproximadamente un grado sobre el plano eclíptico, comparada con la inclinación de 1.85° de Marte, esta trayectoria no puede interceptar Marte ni ponerse en órbita alrededor de Marte.
La órbita alcanza su afelio (distancia máxima desde Sol) de 1.66 ua.
Este fue el segundo objeto lanzado por SpaceX fuera de la órbita de la Tierra, tras la misión DSCOVR con destino al punto de Lagrange L1 del sistema Sol-Tierra.
Nueve meses después del lanzamiento el coche había viajado más allá de la órbita de Marte, alcanzando su afelio a las 12:48 UTC del 9 de noviembre de 2018, a una distancia del Sol de 1,66 UA (248 332 465 km)
La velocidad máxima del coche relativa al Sol será de 121 005 kilómetros por hora (33 612 m/s) en su perihelio. Aunque el cohete hubiese apuntado a una órbita de transferencia de Marte, el coche no habría sido puesto en órbita alrededor de Marte, porque la etapa superior no estaba equipada con el combustible, ni las capacidades de maniobra y comunicación necesarios. El vuelo simplemente demostró que el Falcon Heavy era capaz de lanzar hacia Marte cargas significativas en potenciales misiones futuras.

## Impacto cultural

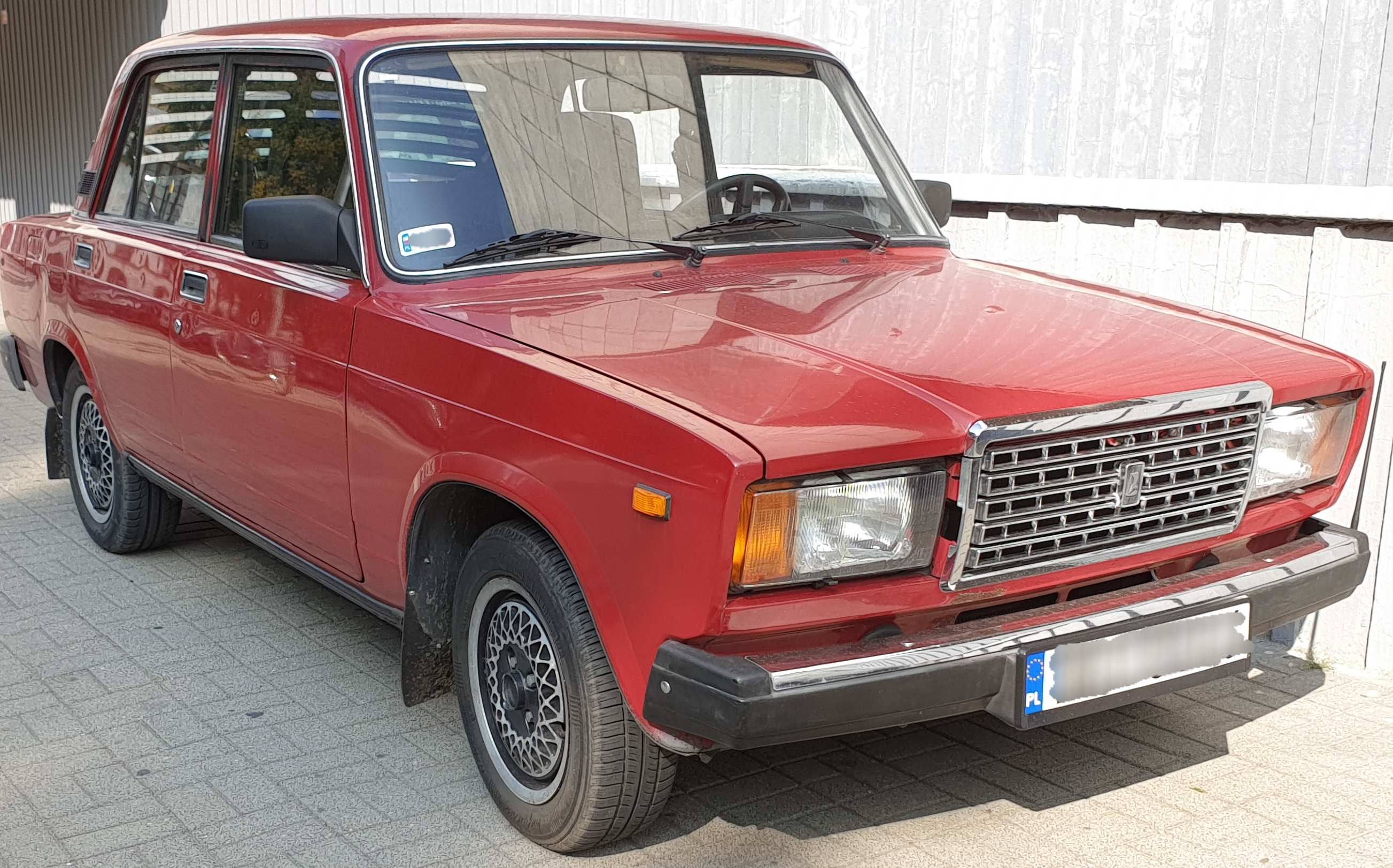
Lada 2107.

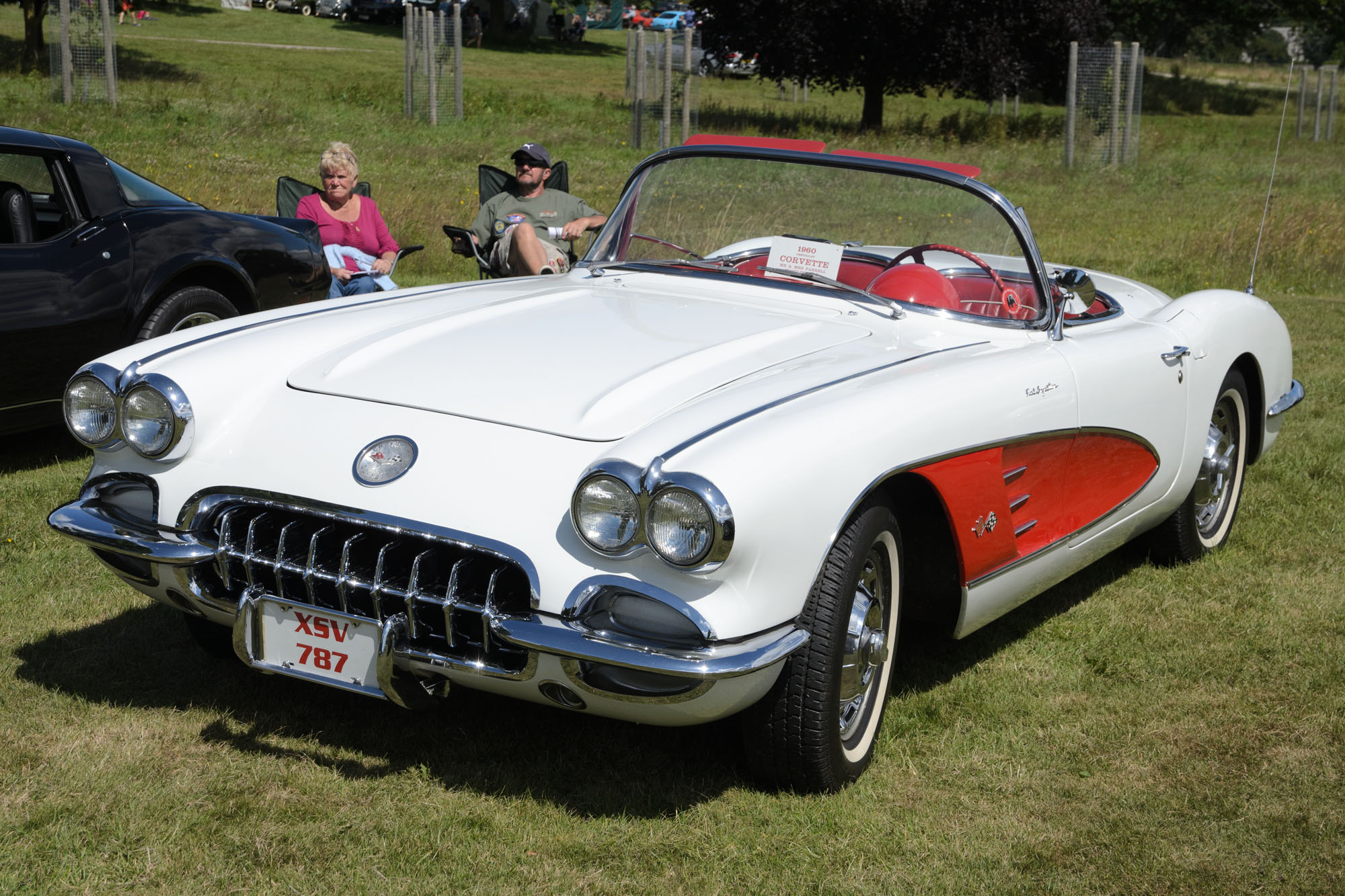
Chevrolet Corvette de 1960 como el de la película Heavy Metal.

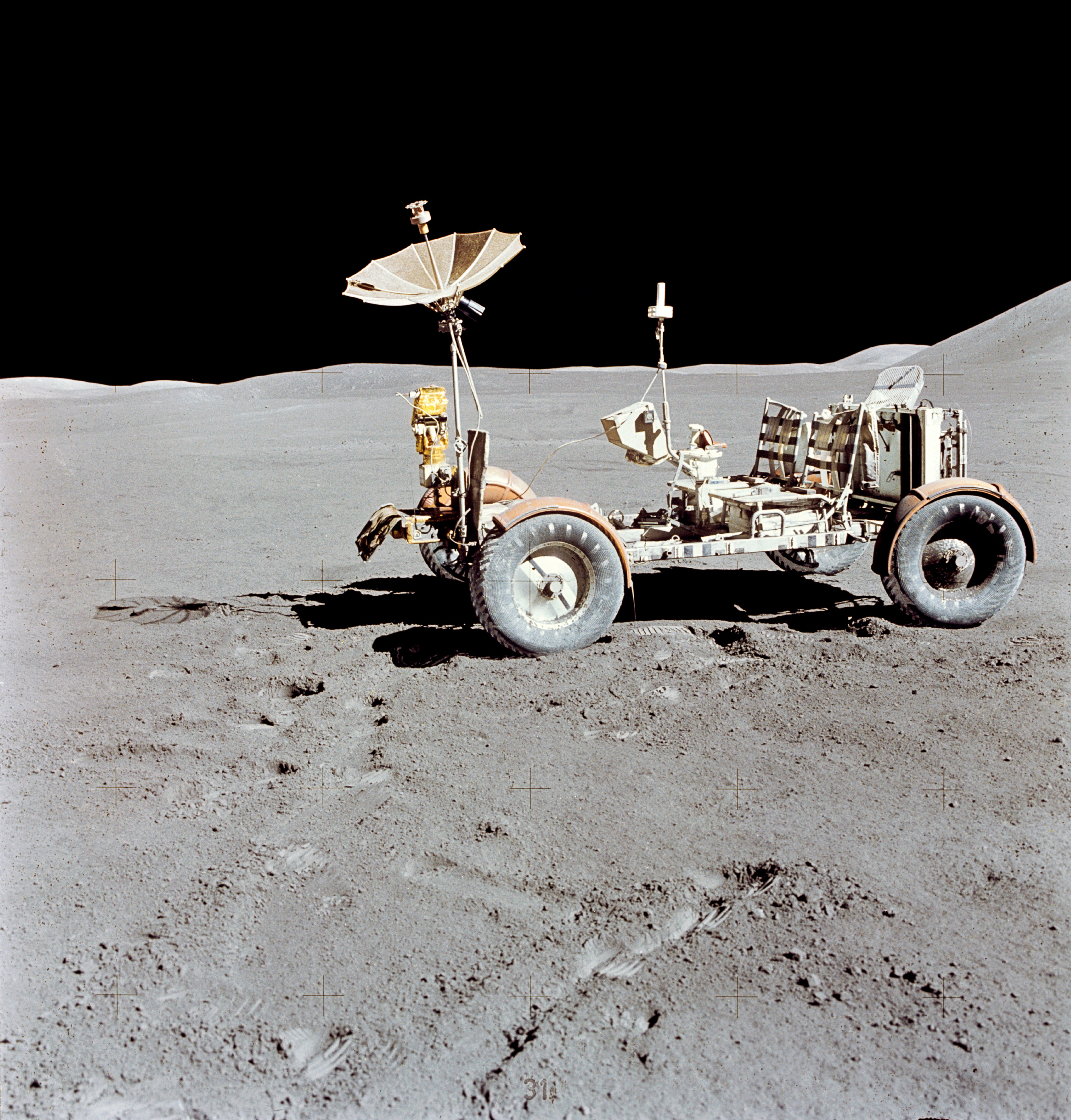
Lunar Roving Vehicle.

El coche se convirtió rápidamente en tema para memes de Internet.
La Policía de Western Australia distribuyó una imagen de una pistola radar apuntando al Roadster cuando sobrevolaba Australia.
Škoda produjo un video parodia en el que un Škoda Superb conduce hacia Mars (Marte), un pueblo en el centro de Francia.
Donut Media hizo un intento de lanzar a la estratosfera un coche de juguete del Tesla Model X usando un globo meteorológico.
ToSky, una start-up rusa, mandó a la estratosfera un modelo a escala de un Lada soviético rojo con un maniquí del director de la agencia espacial Roscosmos Dmitry Rogozin. Alcanzó 20 km de altura y aterrizó a 150 km por medio de un paracaídas.
Algunos periodistas observaron un extraordinario parecido entre las fotos del coche orbitando la Tierra con la secuencia de inicio de la película Heavy Metal (1981), en la que un viajero en el tiempo con casco y traje de astronauta blancos desciende desde gran altura de una nave espacial, similar al Transbordador Espacial, y vuela planeando en un Chevrolet Corvette descapotable y con un paracaídas aterriza en la Tierra. Una vez en el suelo sale del coche y comienza la película de animación.
Si bien los primeros automóviles en el espacio fueron los Lunar Roving Vehicle del Programa Apolo, el Tesla Roadster es el primer coche de serie en salir al espacio. Es el coche de serie que ha alcanzado la mayor velocidad y la mayor distancia recorrida.

## Reacciones
La elección del Roadster como carga de prueba fue interpretado como una brillante maniobra publicitaria, como una obra de arte o como una contribución a la basura espacial.

### Maniobra publicitaria
Musk fue elogiado por su visionaria gestión de marcas al controlar los tiempos y contenidos de sus relaciones públicas. Tesla nunca gastó dinero en publicidad para promocionar sus vehículos. 
Tras el lanzamiento la revista Scientific American comentó que usar el coche no era completamente inútil, ya que para tener una prueba significativa se necesitaba algo de ese tamaño y peso. Temáticamente se ajustaba perfectamente y aprovechó la oportunidad para recordar a la industria automovilística y aeroespacial que Musk estaba desafiando el statu quo.
Advertising Age y Business Insider compartieron la opinión de que el lanzamiento fue el anuncio de coches más grande de la historia sin gastar un céntimo en publicidad, demostrando que Musk estaba kilómetros por delante del resto en la captación de consumidores jóvenes, donde los meros mortales gastan millones luchando por segundos de tiempo publicitario, Musk ejecuta su visión.
Musk demostró tener un don para crear entusiasmo a través de las redes sociales. Es uno de los pocos CEO de fabricantes de coches con una cuenta de Twitter que no está gestionada por un equipo de relaciones públicas, y su candor es entrañable y efectivo. Responde preguntas y preocupaciones de los clientes de Tesla, anuncia mejoras futuras y hace bromas, generando una significativa cobertura de noticias para sus empresas a coste cero.
Alex Hern, periodista de tecnología de The Guardian, dijo que la elección del coche para lanzarlo fue una mezcla entre un avance genuino y un golpe publicitario sin mayor objetivo que conseguir unas buenas fotos para la prensa sin que minusvalorara el hito tecnológico representado por el lanzamiento del cohete.
El Falcon Heavy podía llevar 60 toneladas a una órbita baja (LEO), comparado con las 27.5 toneladas de la Lanzadera Espacial (Space Shuttle), y las 28.8 toneladas del Delta IV de Boeing/Lockheed Martin, que hasta entonces era el cohete más grande en uso. El cohete Saturn V, que llevó al ser humano a la Luna, tenía una capacidad LEO de 140 toneladas, pero con un coste de 2000 millones USD actualizados a 2018, comparados con los 95 millones USD del Falcon Heavy.
Lori Garver, un antiguo director de NASA, dijo al principio que la elección de la carga de prueba para el Falcon Heavy era un truco y una pérdida de oportunidad para avanzar la ciencia. Después clarificó que un vicepresidente de SpaceX le dijo que habían ofrecido gratis el lanzamiento a NASA, la Fuerza Aérea y otros, y que ninguno lo aprovechó.
Musk respondió a los críticos explicando que quería inspirar al público sobre la posibilidad de que ocurriera algo nuevo en el espacio como parte de su visión más amplia para extender la humanidad a otros planetas.

‘Life cannot just be about solving one sad problem after another. There need to be things that inspire you, that make you glad to wake up in the morning and be part of humanity. That is why we did it. We did for you.‘
‘La vida no puede ser solo resolver un triste problema tras otro. Debe haber cosas que te inspiren, por las que te guste levantarte por la mañana como parte de la humanidad. Por eso lo hicimos. Lo hicimos por ti.’
Elon Musk

‘We really wanted to get the public here to wonder, to get excited about the possibility of something new happening in space — of the space frontier getting pushed forward. The goal of this was to inspire you and make you believe again, just as people believed in the Apollo era, that anything is possible.‘
‘Realmente quisimos maravillar al público y entusiasmarlo en la posibilidad de que ocurra algo nuevo en el espacio, o mover la frontera del espacio hacia afuera. El objetivo de esto fue inspirar y hacer creer de nuevo, como la gente creyó en la era Apolo, que cualquier cosa es posible.’
Elon Musk

### Obra de arte

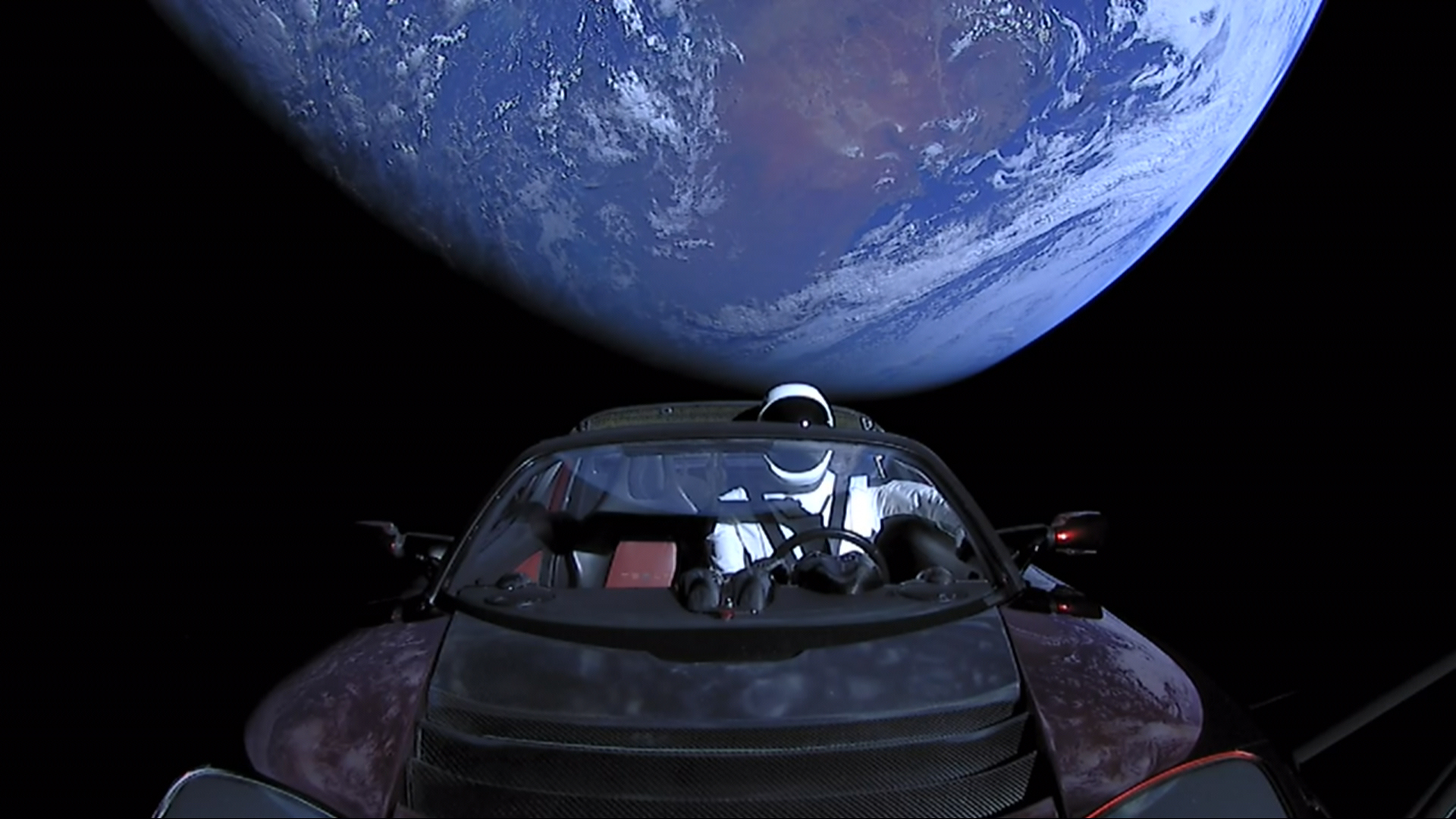
El maniquí de astronauta conocido como Starman, sentado en el Roadster.

Alice Gorman, profesora de arqueología y estudios del espacio en la Flinders University de Australia, dijo el propósito primario del Roadster es la comunicación simbólica, que el coche deportivo rojo simboliza la masculinidad – poder, salud y velocidad – pero también lo frágil que es la masculinidad. Y según teorías antropológicas de símbolos ella afirma que «el coche es también una armadura contra la muerte, un talismán que calma el miedo profundo a la mortalidad».
The Verge comparó el Roadster a una obra readymade, (también objeto encontrado, del francés objet trouvé), como la pieza de 1917 Fountain de Marcel Duchamp, creada al colocar un objeto común en una posición, contexto u orientación inusual.

### Basura espacial
El experto en basura espacial Darren McKnight afirmó que el coche no presenta riesgo porque está muy lejos de la órbita de la Tierra y que «el entusiasmo e interés que genera Musk supera ampliamente el ensuciamiento infinitesimal del cosmos».
Tommy Sanford, director de la Commercial Spaceflight Federation, afirmó que el coche y su etapa de cohete no son más basura espacial que el resto de materiales que se lanzan en otros vuelos de prueba.
Hugh Lewis, un experto en basura espacial de la University of Southampton, tuiteó que «lanzar un coche a una órbita de larga vida no es lo que uno desea oír de una compañía que va a lanzar 1000 satélites en órbitas bajas LEO».
The Planetary Society mostró su preocupación al lanzar un objeto no estéril al espacio interplanetario podría causar la contaminación biológica de otro mundo.
Científicos de la Purdue University afirmaron que en términos de número de bacterias era el objeto más sucio fabricado por humanos lanzado al espacio. Hicieron notar que el coche había circulado por las carreteras de Los Ángeles. Aunque con el tiempo el coche quedaría esterilizado por la radiación solar, la baja presión y temperaturas extremas, algunas bacterias podrían sobrevivir en piezas que podrían contaminar Marte en el futuro lejano.

## Futuro del coche
Elon Musk especuló que el coche viajaría en el espacio durante 1000 millones de años. Según el químico William Carroll, la radiación solar, la radiación cósmica y los impactos de micrometeoritos dañarán el coche con el tiempo, ya que romperán los enlaces carbono-carbono, incluso en la fibra de carbono. En el primer año se destruirán los neumáticos, la pintura, los plásticos y el cuero. A largo plazo solo permanecerán los metales inertes, la estructura de aluminio y los cristales no impactados por meteoritos.

## Galería

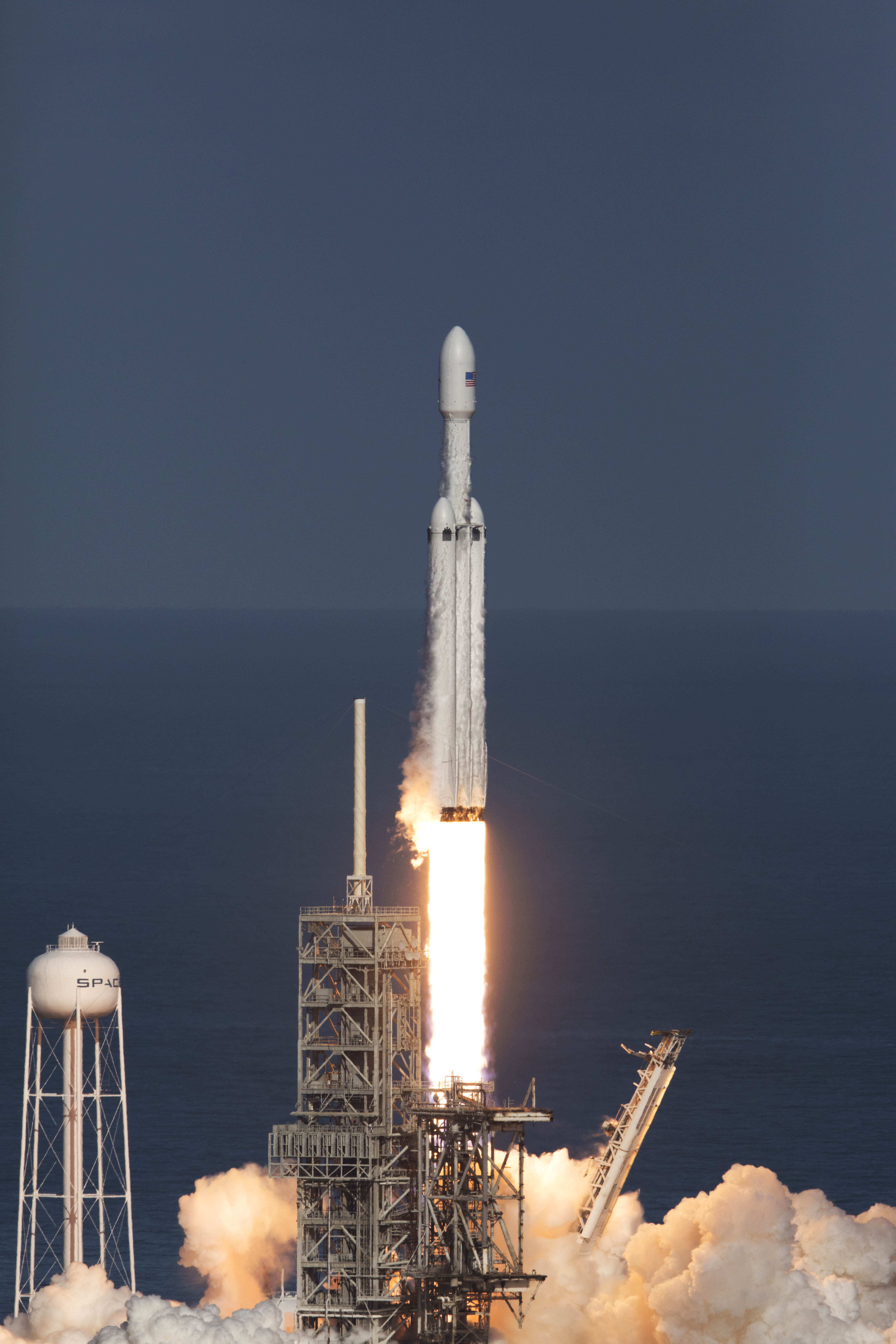
Falcon Heavy despega con el Tesla Roadster el 6 de febrero de 2018
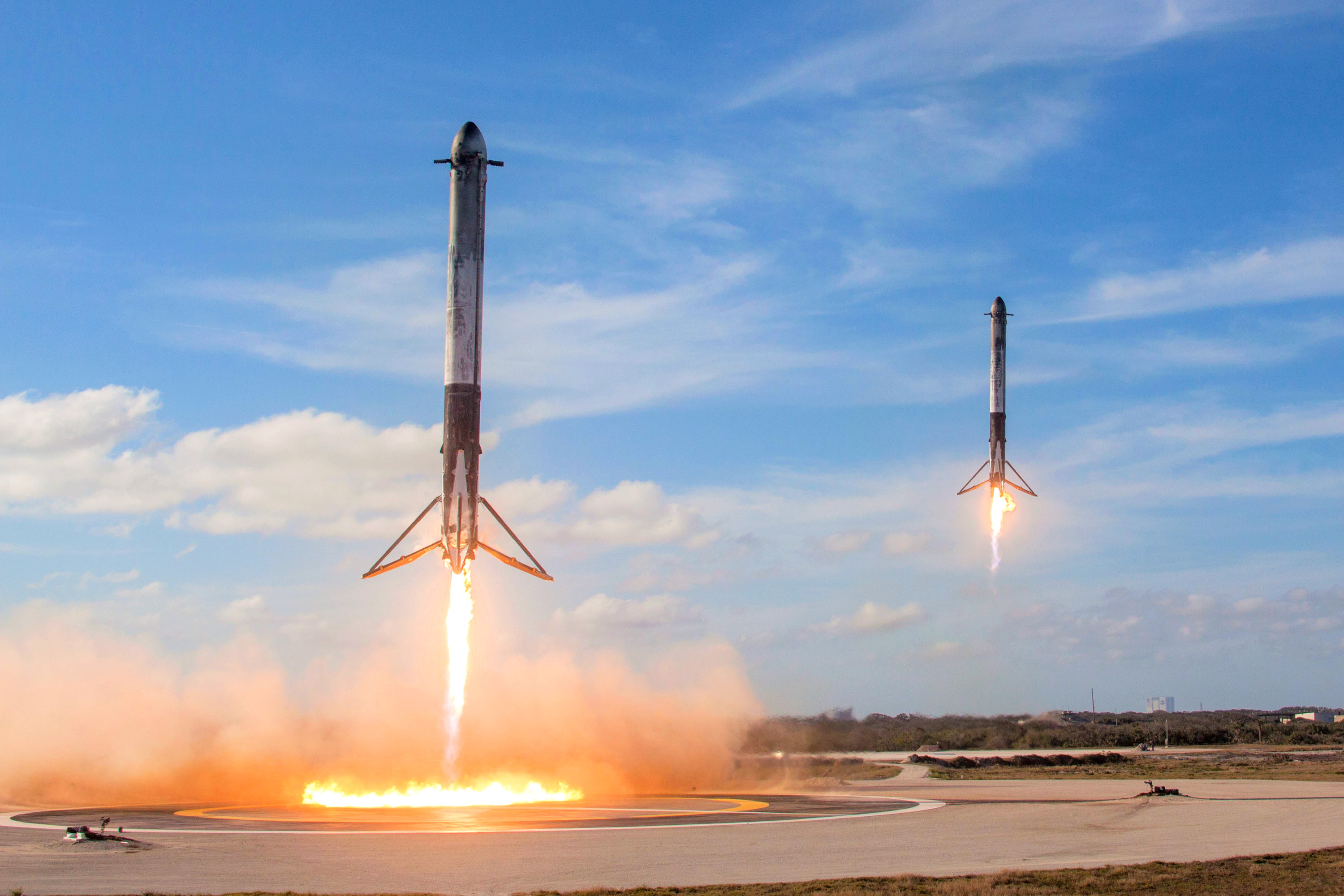
Los dos cohetes aceleradores adicionales del Falcon Heavy aterrizan de manera exitosa en la Estación de la Fuerza Aérea de Cabo Cañaveral
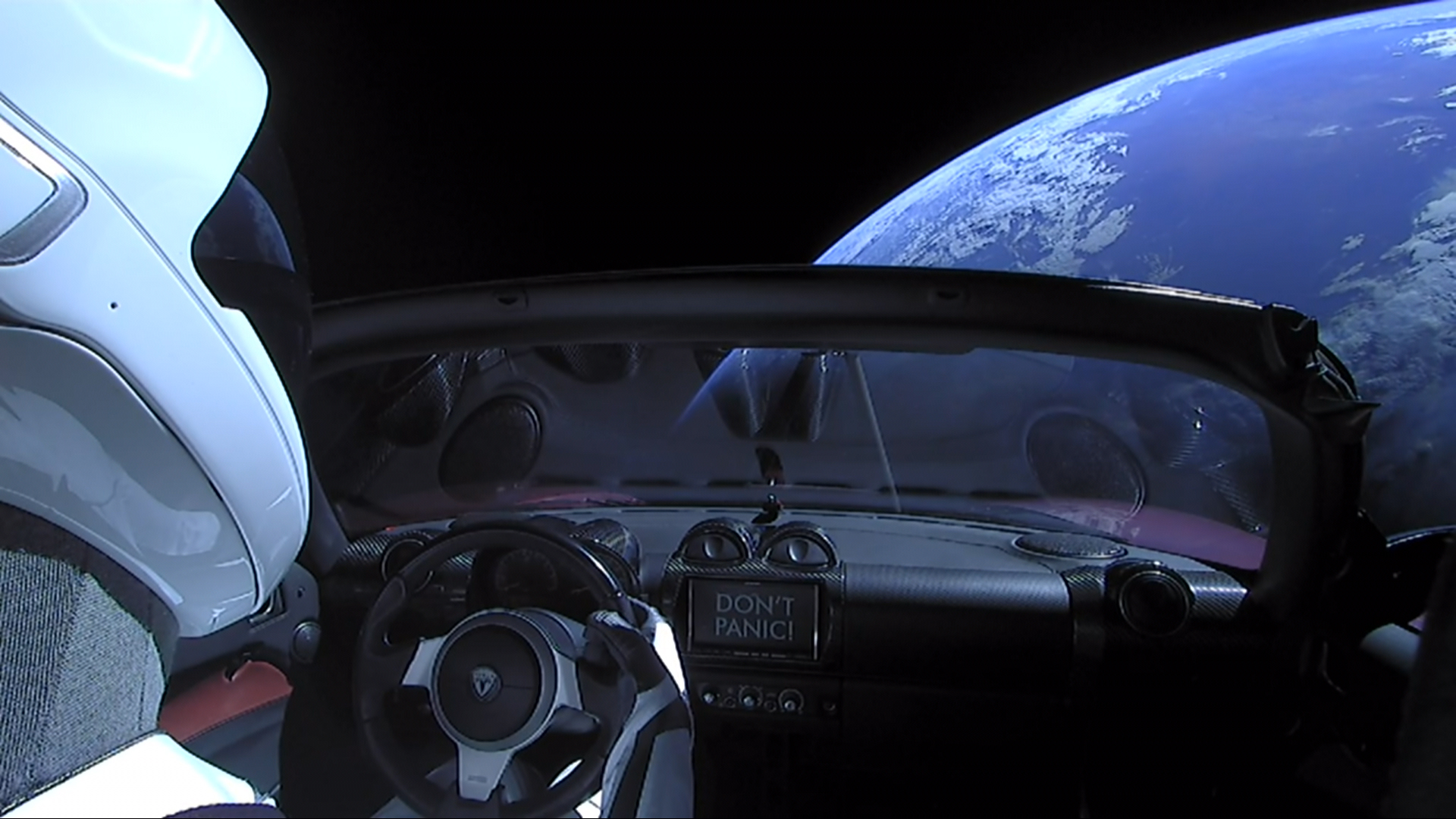
Vista de la cabina del coche, se aprecia la frase Don't Panic, referencia a la Guía del autoestopista galáctico
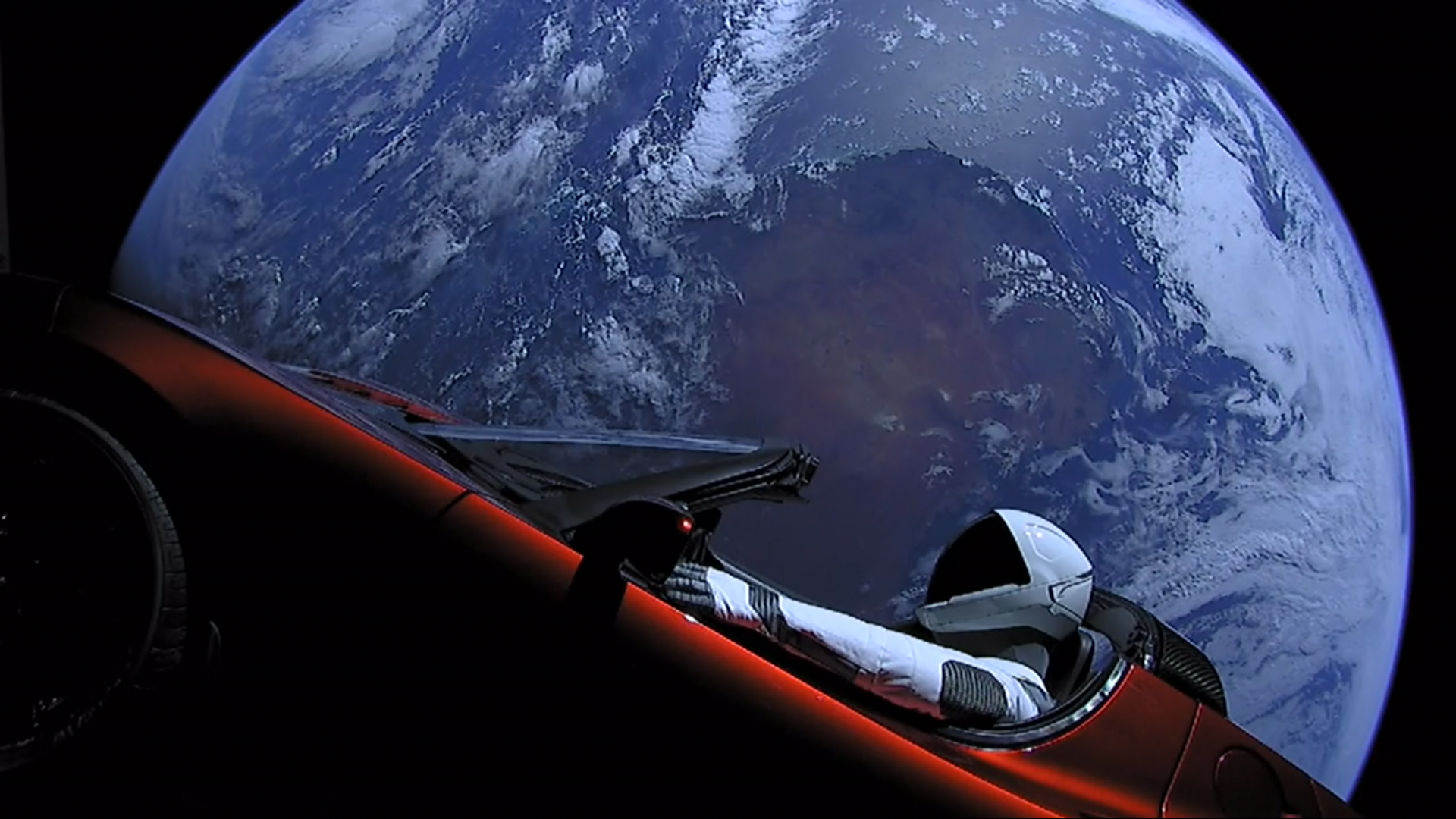
Orbitando la tierra
Tapa trasera de la Guía del autoestopista galáctico